# NGC 2943
NGC 2943 este o galaxie eliptică situată în constelația Leul. A fost descoperită în 1 aprilie 1864 de către Albert Marth.